# Kożanka (obwód kijowski)
Kożanka (ukr. Кожанка) – osiedle typu miejskiego na Ukrainie, w obwodzie kijowskim, w rejonie fastowskim, siedziba hromady. W 2001 liczyło 2697 mieszkańców, spośród których 2559 wskazało jako ojczysty język ukraiński, 99 rosyjski, 1 mołdawski, 4 białoruski, 1 gagauski, 3 inny, a 30 osób się nie zadeklarowało. W 2022 liczyło 1904 mieszkańców.